# Biochemical Society Transactions
Die Biochemical Society Transactions ist eine wissenschaftliche Fachzeitschrift, die von der britischen Biochemical Society veröffentlicht wird. Die erste Ausgabe erschien 1973. Im Wesentlichen wird in der Zeitschrift die Wissenschaft präsentiert, die auf den Veranstaltungen der Biochemical Society vorgestellt wurde.
Der Impact Factor lag im Jahr 2019 bei 5,160. Nach der Statistik des ISI Web of Knowledge wird das Journal mit diesem Impact Factor in der Kategorie Biochemie und Molekularbiologie an 52. Stelle von 297 Zeitschriften geführt.
Chefredakteur ist Colin Bingle (University of Sheffield in Großbritannien).